# تجارت میمون (فیلم ۱۹۲۶)

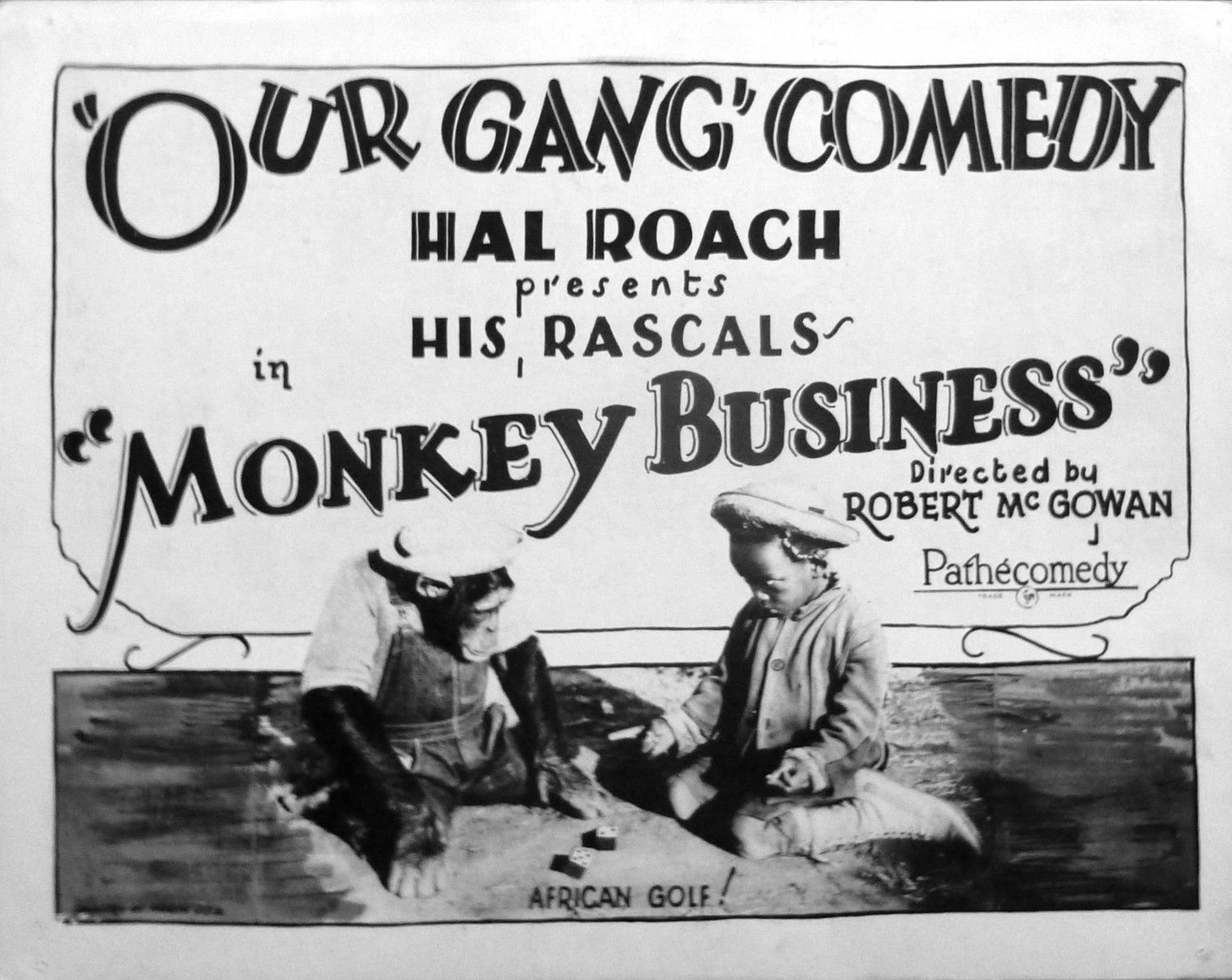
کارت لابی

تجارت میمون (انگلیسی: Monkey Business) یک فیلم صامت و کمدی است که در سال ۱۹۲۶ منتشر شد.